# Beleg van Grave (1602)

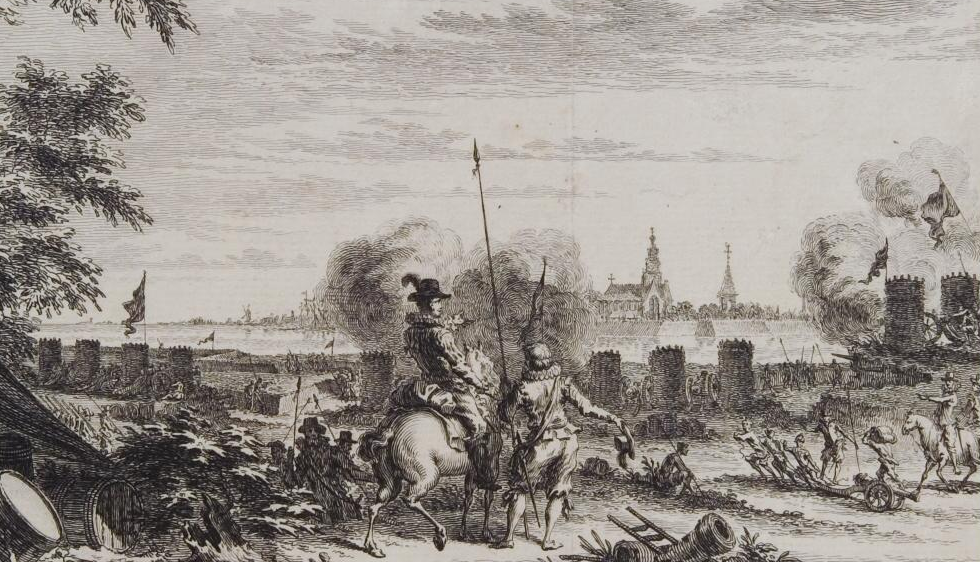
Het beleg

Het Beleg van Grave in 1602 was een belegering van de Spaans overheerste stad Grave tijdens de Tachtigjarige Oorlog door het Staatse leger onder leiding van Maurits van Nassau, de latere prins van Oranje (na het overlijden van diens halfbroer Philips-Willem). Na een belegering van bijna twee maanden gaf de stad zich over op 20 september 1602.

## Voorgeschiedenis
Grave werd in 1586 ingenomen door Parma en sindsdien onder Spaans gezag.
Maurits had zijn zinnen eigenlijk op de Spaanse legers in de Zuidelijke Nederlanden gezet, maar deze weten het krijgsgeweld te ontwijken. Maurits keert daarop weer naar het noorden met 20.000 man naar de belangrijke vesting Grave. De verdediging bestond slechts uit 1.500 man, maar rekende op een ontzettingsleger.

## Beleg
Maurits' halfbroer Frederik Hendrik graaf van Nassau was slechts 18 jaar en kreeg de troepen van de gewonde Francis Vere onder zijn bevel. Tijdens dit beleg wist Frederik Hendrik met zijn troepen een halve maan te veroveren. Grave was volledig omsingeld en voorzien van veldversterkingen tegen aanvallen van buitenaf. De verdedigers in de stad bleken over veel uithoudingsvermogen te beschikken waardoor het beleg bijna twee maanden in beslag nam. Maurits werd op zijn hielen gezeten door de Spaanse legers maar als Maurits ter plaatse (?) is, zijn de legers van Maurits al ingegraven rondom de stad. In de nacht proberen Spaanse legers tevergeefs versterkingen binnen de stad te brengen. Vanuit de stad werd hierop meteen een uitval gepleegd, in de hoop dat de Spaanse legers een ontzet zouden bieden. Echter deze trekken zich overhaast terug naar Venlo. Vanuit de stad werden nog verschillende vergeefse uitvallen gedaan op de Staatse legers. Het garnizoen van Grave gaf zich op 20 september over, een geluk voor Maurits. Het waterpeil van de Maas steeg namelijk snel waardoor hij het beleg spoedig had moeten staken.

## Nasleep
Op 28 september werd Maurits te Grave ingehuldigd als graaf van het Land van Cuijk dat in 1559 nog in pandschap aan zijn vader, Willem van Oranje werd gegeven. Onder de Spaanse troepen brak wegens wanbetaling een grote muiterij uit en deserteerden ongeveer 1.200 soldaten bij Venlo. Deze veroverden daarop Hamont en weken uit naar Hoogstraten op hun hielen gezeten door getrouwe Spaanse troepen.